# Unobtainium
Inom ingenjörsvetenskap, fiktion och tankeexperiment är unobtainium (som också kan stavas unobtanium) ett extremt ovanligt, kostsamt eller omöjligt material, eller (mer sällan) en maskin, som behövs för att fullborda en specifik konstruktion för en given tillämpning. Egenskaperna för ett bestämt unobtainium beror på dess användningsområde. Till exempel, en talja tillverkad av unobtainium kan vara masslös och friktionsfri, men om det används i en kärnkraftsdriven raket skulle unobtainium vara lätt, starkt vid höga temperaturer, och motståndskraftigt för strålningsskador. Begreppet unobtainium används ofta lättvindigt och skämtsamt.

## Namn och i kulturen
Ordet unobtainium kommer från det engelska ordet unobtainable, som betyder 'ouppnåelig; oanskaffbar', och suffixet -ium, som används för ett antal metalliska grundämnen. Det har använts bland amerikanska forskare sedan 1950-talet, redan decennier innan IUPAC-systemet infördes 1979 och genererade namn som ununoktium.
Unobtainium figurerar som ett material i filmen The Core (2003) och som en eftersökt resurs i filmen Avatar (2009).